# Börvely község
Börvely község (románul: Comuna Berveni) község Szatmár megyében, Romániában. Központja Börvely, hozzá tartozik Újkálmánd.

## Népessége
A 2011-es népszámlálás adatai alapján a község népessége 3376 fő volt.